# إداوكران (وادي الصفاء)
إداوكران هي إحدى مشيخات المملكة المغربية، تتبع جغرافيا لإقليم شتوكة آيت باها وإداريًا لوادي الصفاء. يقدر عدد سكانها بـ 8699 نسمة حسب الإحصاء الرسمي للسكان والسكنى لسنة 2004.